# Кирил Лазаров

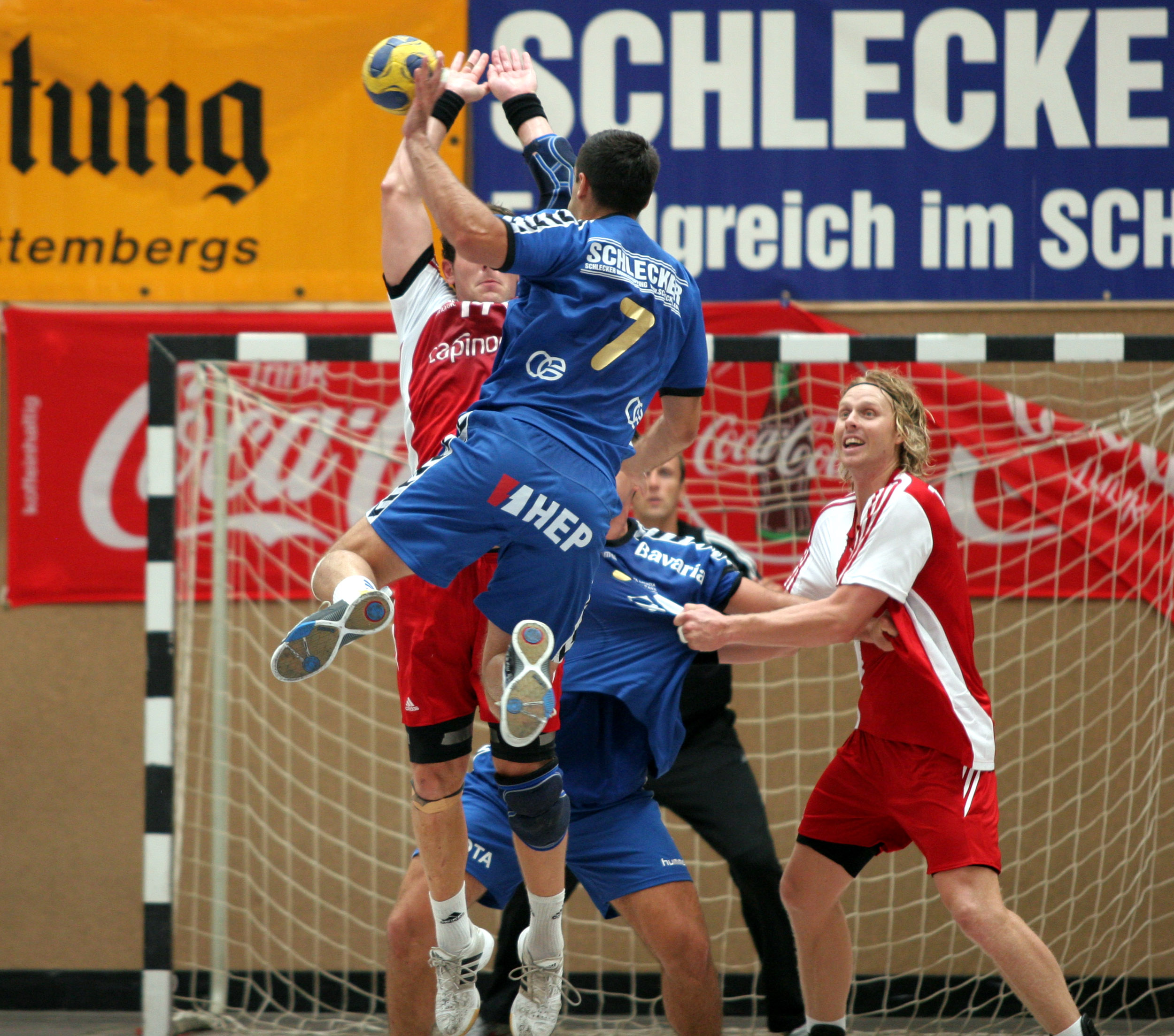
Лазаров у грі

Кирил «Кір» Лазаров (нар.. 10 травня 1980, Светі Николе, СФР Югославія) — македонський гандболіст із досить успішною міжнародною кар'єрою.

## Життєпис
Кирил Лазаров народився 1980 року. Коли йому було 17, Лазаров познайомився зі своєю майбутньою дружиною Любицею (тоді 19-річною), уродженкою Гостиварі. Після довгих стосунків Лазаров одружився з нею в червні 2006 року. Родина виховує двох дітей: сина Благойце та дочку Лану. Його брат Філіп Лазаров також відомий македонський гандболіст.

## Професійна кар'єра
У своїй кар'єрі грав у багатьох клубах по всій Європі, включаючи:
Статистика Кирила Лазарова в сезоні 2018/19 (станом на 25.11.2018)
| Сезон     | Клуб            | Ліга           | Матчі | Голи | 7-метр | Голи |
| --------- | --------------- | -------------- | ----- | ---- | ------ | ---- |
| 2011-12   | Атлетико Мадрид | LIGA ASOBAL    | 30    | 156  | 34     | 122  |
| 2012-13   | Атлетико Мадрид | LIGA ASOBAL    | 29    | 156  | 42     | 114  |
| 2013-14   | Барселона       | LIGA ASOBAL    | 30    | 131  | 32     | 99   |
| 2014/15   | Барселона       | LIGA ASOBAL    | 27    | 120  | 25     | 95   |
| 2015/16   | Барселона       | LIGA ASOBAL    | 25    | 147  | 70     | 77   |
| 2017/18   | ГК Нант         | LNH division 1 | 20    | 87   | 33     | 54   |
| 2018/19   | ГК Нант         | LNH division 1 | 10    | 39   | 3      | 36   |
| 2011-2018 | РАЗОМ           | LIGA ASOBAL    | 141   | 710  | 203    | 507  |

У червні 2000 року Лазаров розпочав свою міжнародну кар'єру в хорватському Баделі 1862 Загреб.
У 2010 році підписав контракт з «Атлетико Мадрид» з Іспанії на суму 125 000 євро. У 2013 році Лазаров переїхав до Барселони, а в січні 2015 року хорватські ЗМІ повідомили, що річна зарплата Лазарова в Барселоні становила 450 000 євро, що робить його третім найбільш високооплачуваним гравцем у світі після Домагоя Дувняка та Ніколи Карабатича. У лютому 2015 року до закінчення чинного контракту Лазаров підписав новий дворічний — з «Барселоною», який тривав до кінця сезону 2016 / 2017 років. У перші два сезони, проведені в Барселоні, Лазаров був найкращим бомбардиром клубу в Лізі Іспанії та в Лізі чемпіонів. Також став найкращим бомбардиром в Лізі чемпіонів з гандболу, і він двічі: один раз з командою KC Веспрем сезону 2005 / 2006, досягнуті 85 голів і знову в сезоні 2007 / 2008, з командою РК Загреба забив 96 голів. Регіональний гандбольний портал «Балкан Гандбол» оголосив Кирила Лазарова найкращим гандболістом регіону в сезоні 2014–2015 років. Лазаров виграв 29 голосів, перемігши Момира Ілліча, якого визнали найкращим у 2014 році. Наприкінці сезону 2014—2015 рр. вся команда Барселони отримала місце у списку найкращих гандболістів іспанської ліги ASOBAL, а Лазаров був визнаний найкращим правим захисником ліги.

## Виступи за збірну Македонії
Кирил Лазаров — капітан чоловічої гандбольної команди Македонії та грає на правій позиції. Він найкращий бомбардир в історії чемпіонатів світу з гандболу.

### Чемпіонат світу з гандболу серед чоловіків 2009 року
29 січня 2009 року Лазаров встановив новий рекорд чемпіонату світу з гандболу в Хорватії, забивши 92 голи та побивши рекорд 1995 року, встановлений корейським спортсменом Кюн- Джин Черном на чемпіонаті світу з гандболу. в Ісландії з 86 забитими голами.

### Чемпіонат Європи з гандболу серед чоловіків 2012 року
27 січня 2012 року Кирил Лазаров установив новий рекорд як найкращий бомбардир чемпіонату Європи з гандболу для чоловіків 2012, який проходив у Сербії. Він забив 61 гол, тим самим побивши рекорд з 2002 року, встановлений ісландцем Олафуром Стефанссоном і шведом Стефаном Ловгреном на чемпіонат Європи в Швеції (57 голів).

### Чемпіонат Європи з гандболу серед чоловіків 2014 року
На відкритті чемпіонату Македонія програла Данії 21-29, а Лазаров забив сім голів, а через два дні в матчі проти Чехії, який закінчився 24-24, він знову став найкращим бомбардиром з 12 голами. Він забив половину загальної кількості голів за його збірну. У цьому матчі він був визнаний найкращим гравцем національної збірної Македонії. За весь чемпіонат Європи Лазаров забив усього 38 голів у п'яти зіграних матчах (в останньому матчі проти Іспанії, у другому груповому етапі, Лазаров не грав).

### Чемпіонат світу з гандболу серед чоловіків 2017 року
На чемпіонаті світу у Франції Лазаров був найкращим бомбардиром з 50 голами.